# Martin Nosek
Martin Nosek (* 26. ledna 1987, Ilava) je slovenský fotbalový obránce, od ledna 2015 působící v týmu FC Hradec Králové. Hraje na pravé straně obrany či na stoperu (ve středu obrany).

## Klubová kariéra
Svoji fotbalovou kariéru začal v klubu MFK Dubnica, kde prošel všemi mládežnickými kategoriemi. V roce 2007 se propracoval do prvního týmu. V sezoně 2010/11 s mužstvem sestoupil do druhé nejvyšší soutěž. V únoru 2012 zamířil na přestup do mužstva MFK Ružomberok.

### FC Hradec Králové
V zimním přestupovém období sezony 2014/15 odešel na testy do českého týmu FC Hradec Králové, kde uspěl a s vedením uzavřel dvouletý kontrakt.

#### Sezona 2014/15
Na startu jarní části nenastupoval z důvodu zranění. V dresu FC Hradec Králové debutoval v 1. české lize 2. května 2015 v utkání 26. kola proti klubu FK Dukla Praha (prohra 0:1), odehrál 76 minut. Do konce ročníku 2014/15 si připsal ještě tři ligové starty. Na jaře 2015 mužstvo sestoupilo do 2. české fotbalové ligy.

#### Sezona 2015/16
V sezoně nastupoval na stoperu, nejčastěji po boku tehdejšího kapitána Pavla Krmaše. S týmem postoupil zpět do české nejvyšší soutěže, když jeho klub ve 28. kole hraném 17. 5. 2016 porazil FK Baník Sokolov 2:0 a 1. SC Znojmo, které bylo v tabulce na třetí pozici, prohrálo s FC Sellier & Bellot Vlašim. V ročníku 2015/16 nastoupil k 25 střetnutím v lize.